# مؤسسة آل البيت للفكر الإسلامي
مؤسسة آل البيت للفكر الإسلامي أسسها الأمير الحسن بن طلال  عام 1980 وكانت باسم "المجمع الملكي لبحوث الحضارة الإسلامية (مؤسسة آل البيت)"، ويرأسها الأمير غازي بن محمد. وهي مؤسسة إسلامية غير حكومية، تتخذ من عمّان عاصمة الأردن مقرًا لها. يتبع لهذه المؤسسة مركزٌ للدراسات والأبحاث الإسلامية والفكرية. وتقوم بمساهمات في مجال حوار الأديان والحضارات، وقد ساهمت في إطلاق مبادرة كلمة سواء التي وجهها علماء مسلمون إلى شخصيات دينية مسيحية، وكان لهذه المبادرة آثار وصفتها بعض الجهات بالإيجابية نحو ترسيخ الحوار والتعايش بين أتباع الديانات المختلفة.
تضم المؤسسة في عضويتها عددًا من الشخصيات الإسلامية من دول عدة من بينهم: شيخ الأزهر أحمد الطيب، ومدير منظمة المؤتمر الإسلامي أكمل الدين إحسان أوغلو، و مفتي سلطنة عمان أحمد الخليلي، وعالم الدين الموريتاني عبد الله بن بيه، ومفتي الأردن نوح القضاة ومدير عام مؤسسة طابة الحبيب علي الجفري، والداعية الأمريكي نوح كلر، وعالم الدين السوري محمد البوطي.

## انظر ايضا
وقفية الأمير غازي للفكر القرآني